# R.A. Dickey
Robert Allen Dickey, detto R.A. (Nashville, 29 ottobre 1974), è un ex giocatore di baseball statunitense, che gioca come lanciatore partente nella Major League Baseball (MLB). Dal 2 novembre 2017 è free agent.

## Carriera

### Gli inizi
Dickey frequentò la Montgomery Bell Academy di Nashville, sua città natale. Da lì venne selezionato per la prima volta, nel decimo turno del draft MLB 1993 dai Detroit Tigers. Scelse di non firmare e si iscrisse all'Università del Tennessee, dove giocò e fu nominato Academic All-American e Academic All-SEC.

### Minor League
Dickey entrò nel baseball professionistico quando venne selezionato nel 1º giro, come 18ª scelta assoluta del draft amatoriale della MLB 1996, dai Texas Rangers. Il 12 settembre firmò inizialmente un contratto di 810.000 dollari ma dopo una scrupolosa visita gli venne riscontrato la mancanza del legamento collaterale ulnare nel gomito, che gli comportò l'abbassamento a 75.000 dollari. Rimase nelle leghe minori fino alla stagione 2000.

## Major League

### Texas Rangers (2001, 2003-2006)
Nel 2001 firmò un contratto di un anno per 200.000 dollari. Debuttò nella MLB il 22 aprile 2001, al The Ballpark in Arlington nell'omonima cittadina texana contro i Kansas City Royals. Giocò durante la stagione solamente 12 inning in 4 partite nella MLB, terminando con una ERA di 6.75. Partecipò anche a 24 partite della Tripla-A.
La stagione 2002 la passò interamente nella AAA con gli Oklahoma Redhawks.
Nel 2003 rifirmò un contratto di un anno per 300.000 con i Rangers. Terminò con 9 vittorie e 8 sconfitte, una ERA di 5.09 in 116.2 inning.
Nel 2004 dopo aver rifirmato un altro anno per 337.500 dollari, partì molto bene con un record di 4 vittorie e una sconfitta, ma alla fine concluse con 6 vittorie e 7 sconfitte, una ERA di 5.61 in 104.1 inning.
Tra la stagione 2005 e 2006 Dickey maturò l'idea di modificare il suo lancio e alla fine si decise a passare alla Knuckleball (in pratica la palla viene lanciata con le nocche).
Il debutto avvenne il 6 aprile del 2006 ma l'esperimento fu un disastro completo, in soli 3.1 inning subì ben 6 fuoricampo, concludendo con una era di 18.90. A seguito di questo episodio venne retrocesso in AAA. L'11 ottobre dello stesso anno divenne free agent.

### Seattle Mariners (2008)
Dopo una parentesi di un anno passata con i Nashville Sounds in AAA, squadra affiliata con i Milwaukee Brewers dove ottenne buoni risultati, il 29 novembre 2007 firmò con i Minnesota Twins un contratto per la lega minore. Ill 6 dicembre venne scelto dai Seattle Mariners dal Rule 5 Draft, con loro firmò un contratto di un anno per 390.000 dollari.
Il 14 aprile 2008 giocò la sua prima partita con i Mariners. Alla fine concluse la stagione con 5 vittorie e 8 sconfitte, una ERA di 5.21 in 112.1 inning.

### Minnesota Twins (2009)
Il 23 dicembre firmò un contratto di un anno di lega minore per 525.000 dollari con i Twins. Giocò con loro in 64.1 inning e terminò con un record di una vittoria e una sconfitta e una ERA di 4.62.

### New York Mets (2010-2012)
Il 19 maggio 2010 dopo esser stato nella AAA con i Buffalo Bisons, firmò un contratto di un anno con i New York Mets.
Il 25 maggio contro i Philadelphia Phillies ottenne la sua prima vittoria. Mentre l'8 settembre raggiunse quota 10 vittorie, la prima volta in carriera.
Concluse la sua prima stagione con 11 vittorie e 9 sconfitte, una ERA di 2.84 in 174.1 inning.
Il 29 gennaio 2011 firmò un contratto di due anni per un totale di 6,5 milioni di dollari più un altro milione come bonus alla firma con un'opzione per il 2013. Concluse la stagione con un record negativo di 8 vittorie e 13 sconfitte pur avendo una ERA di 3.28 in 208.2 inning.
Il 27 maggio 2012 contro i San Diego Padres ottenne 10 strikeout in una partita. Il 2 giugno contro i St. Louis Cardinals ottenne uno shutout. Il 13 dello stesso mese contro i Tampa Bay Rays fece una partita completa concedendo solamente una valida e raggiunse le 10 vittorie stagionali, concedendo una sola sconfitta.
Al termine della stagione 2012 è stato premiato con il Cy Young Award come miglior lanciatore della National League.

### Toronto Blue Jays (2013-2016)
A dicembre 2012 Dickey è stato scambiato dai Mets con i Toronto Blue Jays.

### Atlanta Braves (2017)
Il 10 novembre 2016, Dickey firmò un contratto da 7,5 milioni di dollari con gli Atlanta Braves con un'opzione da $ 8 milioni per la stagione 2018.
Il 2 novembre del 2017 diventò free agent. Tentò di rientrare per la stagione 2018 senza riuscirci.

## Palmarès

### Nazionale
Olimpiadi
- Atlanta 1996:  Bronzo

### Individuale
- MLB All-Star: 1

2012
- Cy Young Award: 1

2012
- Guanti d'oro: 1

2013
- Leader della National League in strikeout: 1

2012
- Lanciatore del mese della NL: 1

giugno 2012
- Giocatore della settimana della NL: 1

27 maggio 2012

## Internazionale
Giocò con la nazionale statunitense alle Olimpiadi di Atlanta 1996. Chiuse con 2 partite giocate con entrambe vittorie e alla fine ottenne la medaglia di bronzo.
Sempre con la nazionale statunitense ha disputato il World Baseball Classic 2013.